# 近森雄太
近森 雄太（ちかもり ゆうた、1996年1月14日 - ）は広島県広島市出身の元社会人野球選手（外野手）。

## 経歴
広島市立中広中学校時代は硬式野球の広島中央シニアに所属
崇徳高等学校では2年秋からエースとなり、秋の広島県大会に優勝し中国大会に進出。甲子園出場経験はなし。
亜細亜大学では外野手に転向し、4年秋の東都大学リーグではベストナインに選出されている。大学時代の同期に北村拓己、髙橋遥人ら。
大学卒業後の2018年にJR東日本に入社。この年には東京都の社会人野球ベストナインに選出されている。
2021年限りで現役を引退しチームを退部した。
現役引退後は野球指導者として活動し、「Amazing 埼玉校」の講師に就任。